# Whiplash (film 2002)
Whiplash  è un film statunitense del 2002 diretto da Douglas S. Younglove.
È una commedia drammatica con Ernest Borgnine, Susan K. Brigham e Kara Connolly.

## Produzione
Il film, diretto e sceneggiato da Douglas S. Younglove, fu prodotto da Ronald L. Walker e  dallo stesso  Younglove per la Matanzas Pictures e girato a Phoenix in Arizona.

## Distribuzione
Il film fu distribuito negli Stati Uniti nel 2002.